# UEFA EURO 2016決勝
UEFA EURO 2016決勝は2016年7月10日（中央ヨーロッパ夏時間）にフランス・サン＝ドニのスタッド・ド・フランスで開催された、UEFA EURO 2016の決勝戦である。

## 試合前
ジネディーヌ・ジダンを擁し、決勝で延長ゴールデンゴール方式により劇的な逆転勝利を収めた2000年大会以来4大会ぶり3度目の優勝を狙う開催国フランスと、開催国として出場し準優勝に終わった2004年大会以来2度目となる決勝進出を果たしたポルトガルのマッチアップになった。両者は過去24回対戦したことがあり、通算成績はフランスの18勝1分け5敗である。

## 決勝までの道のり
開催国フランスはグループAで開幕2連勝を飾り、早々と決勝トーナメント進出を決めた。決勝トーナメントはドイツ、イタリア、スペイン、イングランドといった強豪国がひしめく「死の山」だったが、イングランドがアイスランドに敗れる波乱、イタリア・スペイン・ドイツによる潰しあいもあり、強豪国との対戦は準決勝のドイツ戦のみ。その準決勝はエースのアントワーヌ・グリーズマンの2ゴールによって2-0で勝利するなど難なく勝ち進み、満を持して決勝に駒を進めた。
一方のポルトガルはグループステージから苦戦。格下とみられていたアイスランド、オーストリアを相手に引き分けて、負ければグループステージ敗退となる最終節のハンガリー戦で3度リードを許したがエースのクリスティアーノ・ロナウドの2ゴール1アシストの活躍で3度追いつき3-3の引き分け。3分けでグループF3位となり、各組3位チーム同士の比較が3位でなんとか決勝トーナメント進出を決めた。さらにラウンド16のクロアチア戦は相手に倍のシュートを打たれるも延長後半14分のリカルド・クアレズマのゴールで勝利。続くポーランド戦はPK戦の末勝利。続く準決勝のウェールズ戦こそ2-0で完勝したものの90分で勝利した試合はこの1試合のみ、6試合およそ600分を戦って相手をリードしていた時間はわずか62分という状況で決勝に進出した。
| チーム       | 試 | 勝 | 分 | 敗 | 得 | 失 | 差 | 点 |
| ------------ | -- | -- | -- | -- | -- | -- | -- | -- |
| ハンガリー   | 3  | 1  | 2  | 0  | 6  | 4  | +2 | 5  |
| アイスランド | 3  | 1  | 2  | 0  | 4  | 3  | +1 | 5  |
| ポルトガル   | 3  | 0  | 3  | 0  | 4  | 4  | 0  | 3  |
| オーストリア | 3  | 0  | 1  | 2  | 1  | 4  | −3 | 1  |

| チーム     | 試 | 勝 | 分 | 敗 | 得 | 失 | 差 | 点 |
| ---------- | -- | -- | -- | -- | -- | -- | -- | -- |
| フランス   | 3  | 2  | 1  | 0  | 4  | 1  | +3 | 7  |
| スイス     | 3  | 1  | 2  | 0  | 2  | 1  | +1 | 5  |
| アルバニア | 3  | 1  | 0  | 2  | 1  | 3  | -2 | 3  |
| ルーマニア | 3  | 0  | 1  | 2  | 2  | 4  | -2 | 1  |

## 試合

### 詳細
| 2016年7月10日 21:00 (UTC+2) |

| ポルトガル   | 1 - 0 (延長) | フランス |
| エデル 109分 | レポート     |          |

| スタッド・ド・フランス（サン＝ドニ） 観客数: 75,868人 主審: マーク・クラッテンバーグ |

| ポルトガル | フランス |

| GK                     | 1  | ルイ・パトリシオ           | 120+3分 |      |
| RB                     | 21 | セドリック・ソアレス       | 34分    |      |
| CB                     | 3  | ペペ                       |         |      |
| CB                     | 4  | ジョゼ・フォンテ           | 119分   |      |
| LB                     | 5  | ラファエル・ゲレイロ       | 95分    |      |
| DM                     | 14 | ウィリアム・カルヴァーリョ | 98分    |      |
| RW                     | 16 | レナト・サンチェス         |         | 79分 |
| AM                     | 23 | アドリエン・シウバ         |         | 66分 |
| LW                     | 10 | ジョアン・マリオ           | 62分    |      |
| CF                     | 17 | ナニ                       |         |      |
| CF                     | 7  | クリスティアーノ・ロナウド |         | 25分 |
| 控え                   |    |                            |         |      |
| FW                     | 20 | リカルド・クアレスマ       |         | 25分 |
| MF                     | 8  | ジョアン・モウティーニョ   |         | 66分 |
| FW                     | 9  | エデル                     |         | 79分 |
| 監督:                  |    |                            |         |      |
| フェルナンド・サントス |    |                            |         |      |

| GK                   | 1  | ウーゴ・ロリス                 |       |       |
| RB                   | 19 | バカリ・サニャ                 |       |       |
| CB                   | 21 | ローラン・コシールニー         | 107分 |       |
| CB                   | 22 | サミュエル・ユムティティ       | 80分  |       |
| LB                   | 3  | パトリス・エヴラ               |       |       |
| RM                   | 18 | ムサ・シソコ                   |       | 110分 |
| CM                   | 15 | ポール・ポグバ                 | 115分 |       |
| CM                   | 14 | ブレーズ・マテュイディ         | 97分  |       |
| LM                   | 8  | ディミトリ・パイェ             |       | 58分  |
| SS                   | 7  | アントワーヌ・グリーズマン     |       |       |
| CF                   | 9  | オリヴィエ・ジルー             |       | 78分  |
| 控え                 |    |                                |       |       |
| MF                   | 20 | キングスレイ・コマン           |       | 58分  |
| FW                   | 10 | アンドレ＝ピエール・ジニャック |       | 78分  |
| FW                   | 11 | アントニー・マルシャル         |       | 110分 |
| 監督:                |    |                                |       |       |
| ディディエ・デシャン |    |                                |       |       |

| MVP: ペペ 副審: サイモン・ベック ジェイク・コリン 第4審判: カッシャイ・ヴィクトル 追加副審: アンソニー・テイラー アンドレ・マリナー 予備審判: リング・ジョルジュ |

### 試合展開
前半
ポルトガルは、準決勝を負傷欠場したぺぺ、出場停止だったウィリアム・カルバーリョが復帰。クリスティアーノ・ロナウドらが先発に名を連ねた。一方フランスは準決勝ドイツ戦からメンバー変わらず。ここまで6ゴールのエース、アントワーヌ・グリーズマンらが先発した。
8分、中盤に下りてきたロナウドがこの試合初のボールタッチ。ここにフランスのディミトリ・パイェが寄せに行くと、右足がロナウドの左膝に激突。重傷を負ったように見えたロナウドだが一旦ピッチの外で治療を受けるとすぐ復帰した。10分にはパイェのアーリークロスにグリーズマンが頭で合わせたが、枠の左上へ飛んだボールはGKルイ・パトリシオがセーブ。直後のCKでオリヴィエ・ジルーに決定機が訪れるがこれもパトリシオが防いだ。
17分、先ほどは復帰したロナウドだが足を引きずる姿が見られるなど負傷の深刻さがうかがえ、この時点で痛みに耐えきれずピッチ上に座り込んでしまった。それでも再びピッチの外に出て治療を受け、テーピングを巻いて20分に復帰。ところが走ることもままならず、25分に交代を指示され、ロナウドは涙を流しながら、担架で運ばれて退場した。代わってリカルド・クアレスマが投入された。
34分、エリア内左でパスを受けたムサ・シソコがターンから右足シュート。これもパトリシオが防いだ。試合は一進一退のまま進み、スコアレスで前半は終了した。
後半
フランスは58分、パイェに代えてキングスレイ・コマンを投入すると、66分に左サイドからコマンのクロスにグリーズマンがゴール前でフリーで合わせたが、枠の右に外れた。75分には左サイドで2人かわしたコマンがスルーパスを送り、反応したジルーがエリア内左からシュートを打つがこれもパトリシオがセーブした。78分にはジルーを下げてアンドレ＝ピエール・ジニャックが投入された。ポルトガルは直後にレナト・サンチェスを下げてエデルを投入し交代カードを使い切った。80分、ナニのセンタリングがゴール方面へと逸れ、そのまま枠内へ飛ぶがGKウーゴ・ロリスが片手で弾き、こぼれ球に反応したクアレスマがバイシクルで狙ったが、ロリスの正面に飛んでしまった。84分、フランスはシソコがエリア手前からミドルシュートを放つがこれもパトリシオがファインセーブでゴールを許さない。終了間際の92分、ジニャックがエリア内でボールを受けると、ターンから切り返してぺぺをかわし、右足でシュートを放つも、ボールは左ポストを直撃した。後半はそのまま終了し、延長戦に入る。
延長戦
延長戦前、ポルトガルは治療を終えたロナウドがベンチに戻り、味方を鼓舞する場面が見られた。ロナウドはそのままベンチに座り声援を送る。前半はポルトガルがセットプレーから何度かチャンスを迎えるが決めきれず、スコアレスのまま折り返す。
108分、ゴール前左の絶好の位置でフリーキックを得ると、クアレスマが蹴ると見せかけ横のラファエル・ゲレイロが左足で狙うが、シュートはクロスバーを直撃し先制ならず。109分、前線でボールを受けたエデルがローラン・コシエルニーを弾き飛ばすと、エリア手前中央からシュートを放つと、ゴール左隅に沈み、ポルトガルが先制した。失点を喫したフランスはシソコを下げアントニー・マルシャルを投入し猛攻を仕掛けるも、ロナウドが足を引きずりながらテクニカルエリアに入ってきて指示を出す中、ポルトガル守備陣が守り抜いて試合が終了。ポルトガルが1-0でフランスを破り、欧州制覇を達成した。